# 千禧巨蛋
千禧巨蛋（英語：Millennium Dome，有時簡稱為），是位于伦敦东部的格林威治半岛的大型建筑，占地300英亩，造价高达8亿英镑，是全球最大的穹顶建筑之一，於2000年開幕，由英國建築師理查德·罗杰斯所設計，目前已被改建为O2体育馆。

## 历史
千禧穹顶是全球为迎接21世纪而兴建的一系列千禧建筑中最为著名的作品之一，选址在伦敦格林威治半岛北端、已废弃的工业用地，于1997年6月开工建设，在1999年12月31日晚上举行的庆祝千禧年到来的仪式后正式对外开放，最初，它只被考虑建成一个临时性建筑，用于举办各种表演和展览，但由于资不抵债陷入财政危机，因造型独特、耗费过高而饱受争议。2002年，安舒茨娱乐集团接手运营，将其改造为拥有20000个座位的顶级娱乐体育场馆O2体育馆。

## 結構
其穹顶直径为365米，周长超过1000米，中心高度为50米，由12根超过100米高的钢桅杆以及总长度70公里的钢缆支撑，屋顶由带PTFE涂层的玻纤材料制成，兼顾坚韧性和透光性。

## 外部連結
- The O2（页面存档备份，存于）
- Millennium Commission page on the "Millennium Experience"

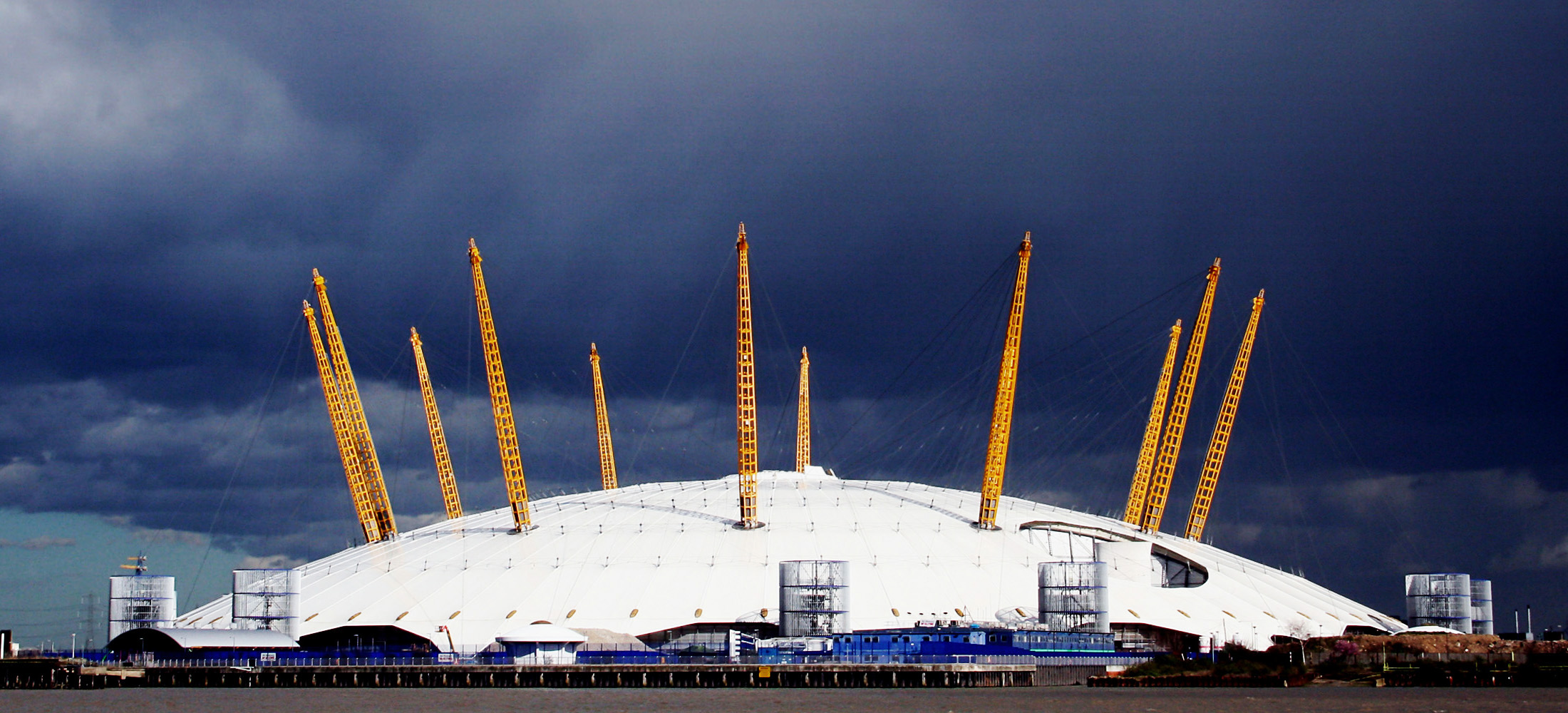
千禧巨蛋

- Aerial view of the Millennium Dome from Google Maps

51°30′10.14″N 0°0′11.22″E / 51.5028167°N 0.0031167°E
1. ↑  . www.sohu.com.   [2024-01-15].